# パブリッシャーズ・ウィークリー
パブリッシャーズ・ウィークリー（英: Publishers Weekly, 略称PW）はアメリカの情報誌。購読層は出版社、司書、書店、著作権取引業に設定、1872年の創刊以来「本の出版と書店の国際ニュースマガジン」というキャッチフレーズを掲げ発行を継続してきた。年に51号を重ね、現在は書評に重点を置く。年鑑『ベストブック』リストは当年に出版された本の書評をえりぬいて掲載する。かつては独自の賞を設け〈出版人のアカデミー賞〉と評された「キャリートマス賞」はすぐれた出版企画を顕彰し、一般読者が投票で選ぶ「クイル賞」は数千人の書店主と図書館司書を集め各賞候補作をしぼりこんだ。

## 沿革
1860年代後半、フレデリック・レオポルト Frederick Leopoldt という書誌学者が創刊を手がけ、何度か誌名を改めた末に1872年から『パブリシャーズ・ウィークリー』（記号付きの『Publishers’ Weekly』）に落ち着く。レオポルトが自分で出版社その他の情報源から聞き取った新刊書の書誌情報を載せると、1876年には全米の書籍販売業者の9割が購読したという。レオポルトは書誌学の研究に専念するため、1878年に同誌を友人のリチャード・ボウカー Richard Rogers Bowker に譲渡、誌面は刷新されて従来の商品カタログに近い構成に加えて、特集記事や読み物を載せるようになった。   
やがて1912年から編み始める独自のアメリカのベストセラー小説リスト（英語版）には先行例がある。世界で初めてベストセラー書リストを設けたのは『ブックマン』誌The Bookman（1895年創刊）の初代編集長ハリー・ペック Harry Thurston Peck（在籍1895年-1906年）である。パブリッシャーズ・ウィークリー誌は当初、よく売れている書籍の一覧にフィクションとノンフィクションを無差別にあげ、1917年に第一次世界大戦が勃発し読書人の関心がノンフィクションに傾くと、2ジャンルに編成し直した。 
20世紀に本誌の牽引役を務めた人物がある。40年超にわたり編集主幹および共同編集者の座にあったフレデリック・メルチャー Frederic Gershom Melcher（1879年–1963年）である。発行元R・R・ボウカー RR Bowker の会長を兼務したこの人物はマサチューセッツ州モールデン出身、16歳でボストンのエステス&ローリアット書店で働き始め、児童書に興味を引かれる。1913年にインディアナポリスの別の書店に転職、1918年に編集職募集記事を読んで本誌の面接を受け、採用されている。家族ともどもニュージャージー州モンクレアへ移ると、そのまま45年にわたり在籍する。 
『パブリッシャーズ・ウィークリー』でメルチャーは児童書への取り組みを進める。平常号に児童書欄を設け、やがて子どもの本の特集号も数号、発行した。メルチャーはイギリス発祥の男子青少年団体のボーイスカウトアメリカ連盟に着目する。野外活動と知識欲の醸成ならびに社会奉仕に取り組みアメリカ全国で活動する同連盟には専任司書がおり、そのフランクリン・K・マシューズとニューヨーク公共図書館司書のアン・キャロル・ムーアを引き合わせて1919年に児童書週間を立ち上げる。社主ボウカーが1933年に他界、社長職を引き継いだメルチャーは1959年に取締役会長に退く。   
本誌は1943年、出版人のマシュー・キャリー（ 英語版）とイザイア・トマス（英語版）に敬意を表し、創造的な出版企画を顕彰する「キャリートマス賞」Carey–Thomas Award を創設、当時の新聞は「出版人対象のアカデミー賞」と報じた。 

## 書き手と読み手
発行部数は2008年に2万5千部とされ、2004年（同数）の購読者層を分析したところ、出版関係が6千件を占めている。ついで多い順に公共図書館およびその分館が5500件、書籍の小売業3800件、小説家ほか執筆業1600件、大学など高等教育機関の図書館1500件。印刷物・映画映像・放送関係950件、あるいは版権著作権管理者750件であった。 
掲載内容を主題別に見ると読み切りの著者インタビューに加え、連載面は著作物関連の諸権利や出版人紹介、ベストセラーの書評があった。また出版業や書籍小売業向けのニュース機能には市場調査、販売および貿易関連のデータを押さえている。文字を記録する媒体は書籍ばかりか視聴覚素材や電子出版まで意識し、出版物の発想と製作から販売にいたるさまざまな業界に読者を求めていく。特別号はページ数を大幅に拡大して春と秋に組み、大人向け企画号と、子ども向け企画号を合わせると年4冊である。

## 書評
1940年代初頭に設けた本誌書評欄は、次第にその重要性を増しつつ現在も続いている。最近は例年9千本の新刊の書評をその発売2〜4か月前に載せ、広いジャンルを対象とし、出版形態もオーディオブックや電子版を含める点、過去の書評は電子データとして20万件分のアーカイブを蓄積する点が特徴である。またすでに発売された出版物の書評はまれに扱うのみだったところ、自費出版物を対象にBookLife.comを立ち上げた2014年から、ようやく既刊書の書評をも載せるようになった。 
これらの書評は匿名で平均200〜250ワードと短い。書籍欄が40ページにも及び、雑誌の総ページ数のほぼ半分を占めることもまれではない。かつては書評担当に編集者を8人あて、社外書評家100人超に本を割り振った時代もあった。すでに本を出している作家、特定の分野もしくは主題の専門家などを集め、本によっては通読して分析するまで1週間以上かかるとしても原稿料は1冊当たり45ドルで固定し無記名が原則であった。2008年6月に原稿料を1冊25ドルに減額、代わりに執筆者名を明示すると契約条件を変更し、その後は毎号9人ずつ書評執筆者一覧に載せている。 
現在、「レビュー」（Reviews＝書評）と名付けた欄は開設当初「フォーキャスト」（Forecasts＝予測）といい、斜体文字で売り上げ予測を添えてあった。 
ジェネビエーブ・スタッタフォードは本誌書評欄のノンフィクション分野に投稿を重ね、1975年の入社後は書評の本数を大幅に拡大した人物である。書評家としての経歴は『サタデー・レビュー』誌編集アシスタントを振り出しに『カーカス・レビュー』（英語版）の書評欄担当、12年間『サンフランシスコ・クロニクル』紙編集部に籍を置き、本誌の在職23年。書評欄の記事数を見るとその投稿者時代（1970年代）が年平均3800冊だったものを、1997年には6500冊超まで増やし、翌1998年に引退した。 
本誌に名を残した編集者はそれぞれ独自の業績をあげている。1970年代から1980年代初頭にかけてバーバラ・バノン（1983年引退）はフィクション分野の書評を担当後に編集長をしており、バノンの発案で書籍の宣伝文に書評担当者の名前を入れ始めると、アメリカ出版界に広まった。その効果はバノン個人が注目されただけにとどまらず本誌の書評全般におよび、さらに特定の本の販売の伸びを占う媒体として、本誌の影響力は書籍小売業にも一般読者にも浸透していく。 
入社が1970年代半ばのシビル・ステインバーグ Sybil Steinberg は書評ひとすじ30年である。バノンから編集長職を引き継ぐと、業界にさきがけ書評に星を付けるシステムを導入、非常に優れた本がひと目でわかるようにした。また囲み記事を設けて特筆すべき本を紹介し、のちの本誌名物の〔一推し書評〕として定着させたのもステインバーグである。別冊の年鑑『ベストブック』リストも発案し、その一年に出版された本の書評をえりぬいて11月に発行すると、翌12月には『ニューヨーク・タイムズ』紙、競合他社の書評専門誌から同様の別冊が出揃うようになった。本誌の著者インタビューはステインバーグの担当で、1992年からプッシュカート出版（英語版）から書籍版として4冊上梓した。 
小説家のルイーザ・エルメリノはかつて2005年に前職の『インスタイル』誌から本誌に移籍、書評欄編集長として腕を振るった。その在職中に再び書評数が伸び、年平均6500本から約9千本に達する 。   
エルメリノの在任中に本紙は転換点を迎え、その主軸である書評欄の対象に自費出版書籍を統合させた。書評欄編集者が山とある自費出版の本から精選して書評家に割り当て、提出された書評は出版社発行の書籍分と分けへだてなく毎週、誌面に載った 。ただし、自費出版であろうと書評掲載料を請求することはしていない。業界の慣習では『カーカス・レビュー』誌あるいは『フォワード』誌の有償書評欄「クリラオン」など、インディーズ出版物の書評掲載料として数百ドルを申し受ける他社の例と差別化を図った。 
オンライン小売店向けの書評配信サービスから大手顧客のサイト向けに発展し、Amazon、 Apple Books、パウエルズ書店 Powell's Books、ブックサミリオン（英語版）で商品ごとにPW書評が読めるようになった。また図書館向けデータベース企業と提携して書評の掲載を認めており、ベイカー・アンド・テイラー、プロクエスト、センゲージラーニング、EBSCOを介して配信する。

## 系列誌と企業買収
創設以来、本誌ならびに『ライブラリー・ジャーナル』誌系の出版人は一貫してR・R・ボウカーが担い、版元が他業種のゼロックス子会社になっても変わらなかった。その体制は1985年にリード出版に売却されると変わり、出版の責任はカーナーズ出版（本拠地ボストン）の管理下に置かれる。同社自体も1977年にリード出版に身売りするまで、ノーマン・カーナーズが一代で築いた古株である。1993年に乗っ取り劇があり、親会社がオランダ企業エルゼビアに吸収合併される混乱のなか、旧カーナーズ傘下で始まった部門は大幅に削られた。そこに現れたノーラ・ローリンソン新編集長にはボルチモア郡図書館システムの書籍購入予算400万ドルを掌握した経歴があり、また前職『ライブラリー・ジャーナル』誌編集部に4年在籍、本誌に見込まれて1992年から2005年まで編集主幹を務める。 

## サラ・ネルソン編集主幹
編集主幹は2005年1月24日付で交代、『ニューヨーク・ポスト』『ニューヨーク・オブザーバー』両紙のコラムで知られたサラ・ネルソンというベテラン書評家を迎える。その履歴には『 グラマー』誌の上席編集人のほか、編集職として関わった女性誌『Self』、Inside.com、『Book Publishing Report』誌の名があがる。 
ネルソンは本誌を時代に合わせて変革しようと新しい特集記事を導入し、挿画家でグラフィックデザイナーでもあるジャンクロード・スアレスを招く。色彩の追加（本の表紙写真に影を敷く）、ネルソンが総括を記し、ベストセラーリストにイラストを付け、著名な小説家が担当する長い書評欄の掲載を始める。またロゴを誌名の頭文字に縮めたことで、誌名を『PW』として定着させる道をつけた。 
本誌が創設した「クイル賞」（2005年-2007年）では書店主と図書館司書6千人を集め、選考委員会による19部門の候補作選定が始まる。受賞作の最終選考は一般読者の投票で決めるため、書籍小売チェーンのボーダーズの店頭または賞の公式サイトで最終候補に票を入れるようにした。2008年、同賞は廃止された。 
表紙は新刊本の宣伝に使うという方針を2005年にゆるめると、新装なった表紙には記事面と関連付けたイラストや写真を採用し、それらの原典はしばしば、表紙袖の折りたたみ広告の裏に掲載されることがある。あるいは表紙に載せた同じ画像を、記事面に流用する場合もあった。 

ネルソンが加わった時点から、堅い執筆をポップカルチャーへ移行する方向を探っている。本誌は書評分野でそれまで数十年、ほぼひとり勝ちだったはずが書籍出版業界の混乱拡大により、書評誌の老舗という地位は足元から揺らいでいた。ちょうどウェブサイトの記事、メール配信のニュースレター、あるいは日刊新聞の書評欄などが始まり、本誌は激しい競争に引き込まれていく。また出版業界の一極化につれ、本誌の顧客であった零細の独立系書店の多くが廃業、有償購読数は2000年代半ばに1割超の3千件を失い2万5千部に縮小していく。ネルソンは近代化、ウェブサイトの活用および市場分析への注力を実現しようと大幅な改革を提案し、書籍のイーコマース展開に対応しても購読層そのものが他の業種との商戦にさらされ、勢いに対抗しきれなかった。2005年に取材に応じたネルソンは以下のように述べた。

専門誌と一般誌、あるいは消費者向け雑誌の区別はますます曖昧（あいまい）になってきた（中略）。本誌購読者が掲載した書籍も買うとは限らない（中略）。しかしそれでも出版界の支持層として、ある一定数の〔一般市民〕書籍ファンがまだ健在であり、購読してもらえると考えている。誰でもよいから3人集まっていたら、話を聞いてみるとよい。そのうちの2人は作家志望か、本の構想を抱いているはずだ。私の知人は皆、何かしらの読書グループに参加している。世の中には書籍にもそれ以外にも関心のある、いわゆる境界をまたいだ読者層がいるのだから、書籍関連の業界関係者から取り付けた信頼を傷つけることなく、さらに新しい購読層を招き入れる努力を怠るわけにはいかない。

## 広告減収と人事刷新
2008年、広告収入の減少に直面した親会社リードの経営陣は新しい方向性を模索する。2009年1月、サラ・ネルソンと40年以上在籍したデイジー・メアリールズ編集長を解任、編集主幹にブライアン・ケニー Brian Kenney を迎えた（元『学校図書館ジャーナル』『図書館ジャーナル』の編集部長）。この解雇劇は業界に衝撃を与え、一般紙が取り上げることになる。
本誌の出版権は2010年4月、リード社からPWxyz社名義に変わり、出資者は元発行者のジョージ・W・スロウイク・ジュニアであった。編集陣は留任し出版人ケビン・ブライアマン Cevin Bryerman、共同編集人ジム・ミリオット Jim Milliot とマイケル・カフィー Michael Coffey 体制が継続する。 
ポッドキャスト「Beyond the Book」（書籍のさらに先へ）の配信開始は2011年9月22日で、『PW』1週間先取り版を週刊で更新した。 

## アーカイブ
ウェブ上に過去の書評を公開、最古の1991年1月分から現在まで掲載する。サイトのデザインと設計は2010年5月10日付で全面的に刷新した。